# عريان تبة
عريان‌ تبة هي قرية في مقاطعة مرند، إيران. عدد سكان هذه القرية هو 1,499 في سنة 2006.